# NGC 198
NGC 198 è una galassia a spirale situata nella costellazione dei Pesci a una distanza di circa 236 milioni di anni luce dal sistema solare.

## Descrizione
La galassia ha una classe di luminosità III e presenta una larga riga a 21 cm dell'idrogeno neutro.

## Scoperta
NGC 198 è stata scoperta il 25 dicembre 1790 dall'astronomo britannico di origine tedesca William Herschel.

## Gruppo di NGC 182
NGC 198 e le galassie NGC 182, NGC 194 e NGC 200 considerate assieme, formano il gruppo di NGC 182.